# Pigounianá
Pigounianá, en grec moderne : Πιγουνιανά, est un village du dème de Mylopótamos, en Crète, en Grèce. Selon le recensement de 2011, la population de Pigounianá compte 38 habitants. Il est situé à une altitude de 370 m et à une distance de 28 km de Réthymnon.